# Навруз (эмир)
Навруз (перс. نوروز‎; XIII век — 13 августа 1297) — сын правителя Аргуна-аки и могущественный ойратский эмир XIII века, сыгравшим важную роль в политике монгольского Ильханата.

## Ранняя карьера
Он унаследовал административную должность своего отца в Хорасане и упоминался как эмир и зять Абака-хана в трудах средневековых историков. В 1284 году он поддержал Аргун-хана против Текудера и был вознаграждён тем, что стал атабегом его 13-летнего сына Газан-хана и принца Кингшу (сына Джумгура) в качестве подчинённого Газана в Хорасане благодаря новому царскому деятелю Буке. Он занимал эту влиятельную позицию автономного фактического правителя Хорасана до ареста Буки Аргун-ханом.

## Восстание
Услышав о прибытии армии Ильханата в Хорасан, Навруз возглавил восстание против Аргун-хана, возможно, провозгласив Хулачу (сына Хулагу) и Кингшу (который, кажется, умер или был казнён во время восстания) новым ильханом, в 1289 году он захватил его командира Тегине Яргучи и сослал его бывшего подопечного Газана в Мазандаран. Он одержал свою вторую победу над принцем Газаном около Радкана, заставив его вернуться в Мазандаран. Осенью 1289 года ему пришлось столкнуться с новой армией, посланной Аргуном под руководством Нурина Аки — эмира Ирака и принца Байду-хан. Будучи разбитым, Навруз отступил к Джаму и потерял территории. Навруз зимой применил стратегию выжженной земли, чтобы остановить продвижение армий Ильхана. Эта стратегия оказалась эффективной, когда Байду вернулся на запад с половиной своей армии в 1290 году. Воспользовавшись этим, Навруз переправился через Окс и бежал из Ильханата. Он присоединился к Хайду и сумел собрать 30 000 воинов из свиты Угедейда. Хайду назначил его правителем Бадахшана и чеканил монеты со своим именем.
В 1291 году Навруз вторгся в Хорасан с армиями Угедейдов вместе с Сарбаном и Эбугеном — сыновьями Хайду — достигнув Мешхеда. Смерть Аргун-хана в 1291 году предоставила Наврузу больше возможностей для маневра, который осадил разные части провинции. Вскоре он также покинул Хайду, на этот раз вступив в союз с внуком Кадана Урук-Тэмуром, выдав за него свою дочь и спонсировав его принятие ислама. С новым марионеточным принцем Борджигидов Навруз выдал ярлыки, но это также оказалось неэффективным, так как Урук-Тэмур через некоторое время присоединился к Хайду. Потеряв свою легитимность, Навруз попытался заключить мир с Газаном и подчинился ему в 1294 году.

## Взлет и падение при Газане
Навруз пообещал возвести Газана на трон после смерти Гайхату при условии, что он примет ислам. Сумев завоевать лояльность таких эмиров, как Тагачар, Чобан, Иринджин и Курумуши, в 1295 году Навруз обеспечил победу Газана над Байду. Впоследствии, после коронации, Газан назначил его наибом государства. Навруз назначил своих братьев, Лагзи Гюрегена, следить за финансовыми вопросами, а Хаджи Нарина — за диваном. Будучи ревностным приверженцем ислама; история путешествий Раббан Саумы и патриаршества Мар Ябалахи III изображает его как ярого врага христиан-несториан. После того, как он принял ислам, ислам стал новой государственной религией, и Навруз приказал разрушить все буддийские и христианские храмы или превратить их в мечети. 
В 1295 году Навруз возглавил армию Газана против вторжения Чагатайского хана Дувы в Хорасан. Однако принц Ильханидов Согай (сын Йошмута) отказался присоединиться к походу в Хорасан, полагая, что это был заговор Навруза, чтобы ещё больше лишить знати их владений. Навруз сообщил Газану об этом заговоре, и тот впоследствии казнил его. Однако, вскоре, Навруз ввязался в спор с Нурином Акой, который был более популярен среди военных и покинул Хорасан. Вернувшись на Запад, он пережил покушение солдата по имени Туктай, который утверждал, что Навруз убил его собственного отца, Аргуна Аку. Вскоре он был обвинён в измене Садр ад-Дином Халади, сахибом-диваном Газана, заключив тайный союз с мамлюками. Действительно, согласно мамлюкским источникам, Навруз переписывался с султаном Ладжином.
В мае 1297 года, воспользовавшись этой возможностью, Газан начал кампанию против Навруза и его последователей. Его брат Хаджи Нарин и его последователь Саталмыш были казнены вместе с детьми Навруза в Хамадане, а 2 апреля 1297 года его другой брат, Лагзи Гюраген, также был казнён в Ираке. Его 12-летний сын Тогай был спасён благодаря усилиям Булуган-хатун Хорасани, внучки Аргун-Аки, жены Газана, и отдан в дом Амира Хусейна. Также были пощажены его брат Йол Кутлук и племянник Кучлук.
Эмиру Кутлушаху было приказано преследовать Навруза и убить его. Войска Кутлушаха разгромили Навруза около Джама и Нишапура. После этих поражений Навруз укрылся при дворе малика Фахр ад-Дина из Герата, на севере Афганистана, но последний предал его и доставил Кутлукшаху, который немедленно казнил его 13 августа 1297 года вместе с его братьями Хаджи и Булкуком. Отрубленная голова Навруза была изуродована и повешена на воротах Багдада.

## Семья
Он был сыном Аргун-аки и женщины по имени Сюрмиш и имел детей от нескольких жён. Известное потомство:
- Тоганчук Хатун (ум. 1291) — дочь Абака-хана и Кавкаби Эгачи.
- Султан Насаб Хатун — дочь Ала ад-Давлы (Атабега Йезда)
  1. Султаншах — получил управление Йездом от Байду, но никогда не принимал его на себя[13].
- С другими женами
  1. Аргуншах — подконтрольный марионеточный ильхан Тога-Темур[14].
  2. Дочь — замужем за Сарбаном, сыном Хайду.
  3. Дочь — замужем за Уруком Темуром, сыном Йее, сына Кадана.
  4. Орду Бука (казнён в 1297 году)
  5. Тогай (р. 1285)

## Биография
- Намык Кемаль - Биография эмира Навруза (осман. ترجمۀ حال امير نوروز‎, Terceme-i Hâl-i Emir Nevruz), La Turquie ve Şark, Константинополь, 28 марта 1875 год, переиздано в 1884 году, Матбаайи-Эбуззия[15].